# Lettenhof (Speichersdorf)
Lettenhof ist ein Gemeindeteil der Gemeinde Speichersdorf im Landkreis Bayreuth (Oberfranken, Bayern). Lettenhof liegt in der Gemarkung Haidenaab.

## Lage
Der Weiler liegt auf freier Flur an der Bundesstraße 22, die nach Speichersdorf (3 km westlich) bzw. nach Wirbenz verläuft (1,6 km östlich). Die Kreisstraße BT 19 führt nach Roslas (1,6 km südlich) bzw. die Bahnstrecke Nürnberg–Cheb unterquerend nach Göppmannsbühl am Bach (0,9 km nördlich).

## Geschichte
Die Fraisch über Lettenhof wurde sowohl von Brandenburg-Kulmbach als auch von Pfalz-Neuburg beansprucht. Mit einem Schiedsvertrag von 1536 kam u. a. Lettenhof endgültig an Pfalz-Neuburg. Das Hochgericht stand dem Kurfürstlichen Landrichteramt Waldeck-Kemnath zu. Die Grundherrschaft über die Anwesen hatte das Kastenamt Kemnath (3. Viertel: Oberndorfer Gezirk). 1792 gab es in Lettenhof fünf Untertanen auf drei Anwesen (je 1⁄2 Hoffuß) und zwei Schafhäusel (je 1⁄16 Hoffuß).
Mit dem Gemeindeedikt wurde Lettenhof dem 1808 gebildeten Steuerdistrikt Haidenaab und der wenig später gebildeten Ruralgemeinde Haidenaab zugewiesen. Im Zuge der Gebietsreform in Bayern wurde Lettenhof am 1. Januar 1972 nach Speichersdorf eingemeindet.